# Цикутоксин
Цикутокси́н или цикутотоксин (лат. cicutoxin) — органическое соединение, активное начало (наряду с энантотоксином) фитотоксина вёха ядовитого (цику́ты) из семейства Зонтичные, одного из самых ядовитых растений в мире. 
Химическое название цикутоксина: (8E,10E,12E,14R)-гептадека-8,10,12-триен-4,6-диин-1,14-диол; формула: C17H22O2). Относится к классу ядовитых спиртов, вызывающих смерть через расстройство центральной нервной системы. 
Содержание цикутоксина изменяется от 0,2 % в свежем и до 3,5 % в сухом корневище вёха ядовитого.

## История изучения
Aморфный цикутоксин был выделен в 1875 году Р. Бёмом в виде светло-жёлтых маслянистых капель, в дальнейшем переходящих в светло-бурую, однородную, тягучую, смолоподобную массу неприятного горького вкуса, без особого запаха. Цикутоксин хорошо, без остатка растворяется в эфире, хлороформе, а также в кипящей воде и щелочных растворах. При действии концентрированных кислот и щелочей цикутоксин разрушается. По современным данным, он не является ни алкалоидом, ни гликозидом, ни производным пирона и имеет химическую формулу, указанную выше. Токсичность цикутоксина первоначально была установлена Бёмом в отношении лабораторных животных (кошек): смертельной дозой являются 7 мг внутривенно и 50 мг перорально на 1 кг веса животного.

## Механизм действия
Точный механизм действия яда на центральную нервную систему всё ещё не известен. Ряд исследователей предполагают, что судороги возникают вследствие холенергического перевозбуждения ретикулярной формации или базальных ганглиев, однако опыты на животных показали, что антихолинэргические средства не предотвращают развитие у них судорог и не повышают порог судорожной активности. В настоящее время считается, что токсичные C17-полиацетилены, к группе которых относится цикутотоксин, действуют как неконкурентные антагонисты рецептора важного нейромедиатора — гамма-аминобутировой (аминомасляной) кислоты (ГАМК) в центральной нервной системе, что ведёт к нарастающей деполяризации нейронов и развитию судорог.

## Признаки и симптомы отравления
Смерть при отравлении цикутотоксином возникает в течение примерно 10 часов вследствие судорожной активности, за которой следует остановка сердца. Этому предшествуют начальные симптомы отравления: интенсивное потоотделение, головная боль, общая слабость, мидриаз, затруднённое дыхание, учащённое сердцебиение, тошнота и рвота, которые развиваются через 20–30 мин после съедания корневища. 

## Лечение отравления
Без лечения умирает до 70% отравившихся вёхом. Первая помощь для употребивших какие-либо части растения в пищу заключается в приёме активированного угля (при отсутствии симптомов) из расчета 0,5–1 г/кг веса для детей и более высоких доз для взрослых. Больным с судорогами дают бензодиазепины или фенобарбитал. В случае выраженной симптоматики прибегают к различной поддерживающей терапии, включающей гемодиализ для предупреждения развития почечной недостаточности.